# Cabanas de Viriato
Cabanas de Viriato es una freguesia portuguesa del concelho de Carregal do Sal, con 21,94 km² de superficie y 1.698 habitantes (2001). Su densidad de población es de 77,4 hab/km².

## Lugares de la freguesia
- Cabanas de Viriato;
- Laceiras;

## Geografía
Cabanas de Viriato está situada en una meseta de la antigua región de Beira Alta, orientada al sur, entre el Serra do Caramulo y Serra da Estrela. Cabanas de Viriato está a unos 30 kilómetros de la capital del distrito de Viseu y unos 10 kilómetros de Carregal do Sal.
En los barrios más antiguos de Cabanas de Viriato hay un pequeño arroyo donde se han construido varias fuentes y el mismo arroyo desemboca en la Ribeira de Cabanas, que nace cerca de la localidad de Laceiras. Este pueblo se encuentra al este de Cabanas de Viriato y está a unos 350 metros sobre el nivel del mar.

## Pequeños detalles históricos
Su nombre fue simplemente Cabanas hasta la década de 1930. En la misma década, César de Sousa Mendes, hermano gemelo de Aristides de Sousa Mendes, encontró documentación en los Archivos Nacionales "Torre do Tombo" que mostró varios pasos del guerrero "Viriato" por pueblo y dormir con su rebaño en el lugar de Aido, ahora el barrio de Aido. Por eso comienza a utilizarse el nombre de "Cabanas de Viriato, especialmente al enviar correspondencia por correo. En consecuencia, se redujo drásticamente el intercambio habitual de correspondencia con otras localidades del mismo nombre "Cabanas". 40 años después y en 1970, el nombre "Cabanas de Viriato" sería aprobado por diversas entidades estatales, incluido por "Câmara Municipal de Carregal do Sal", y su oficialización se publica en el Diário da República de Portugal el dia 25 de Novembro.

## Asociaciones Locales
- Cabanas de Viriato:
  - Associação do Carnaval de Cabanas de Viriato;
  - Sociedade Filarmónica de Cabanas de Viriato; 
  - Associação Humanitária dos Bombeiros Voluntários de Cabanas de Viriato; 
  - Clube de Caça e Pesca de Cabanas de Viriato;
  - Associação Festas da Vila de Cabanas de Viriato;
  - Sport Cabanas de Viriato e Benfica;
  - Fundação Aristides de Sousa Mendes;
  - Centro Social Elisa Barros Silva;

- Laceiras:
  - Associação Recreativa Cultural e Desportiva das Laceiras;

- Asociaciones locales ya extintas:
  - Associação de Cabanas de Viriato, fundada el 17 de abril de 1971 por Adelino Soares, António Pais Ruiva, José Pereira Dias e José Manuel Bernardes. La sede de esta asociación estaba en Rua Correia Teles en Lisboa y se extinguió a principios del siglo XXI.
  - Grupo Desportivo das Laceiras.

## Personalidades destacadas
- Cabanas de Viriato:
  - António José Bernardes de Miranda (1885 - 1957), antiguo gobernador de Macao;
  - António José Teixeira de Abreu (1865 - 1930), antiguo Ministro de Justicia del Rey Carlos I de Portugal;
  - Anacleto de Soveral Soares de Albergaria, administrador del concelho de Carregal do Sal (1929-1936);
  - Aristides de Sousa Mendes, el famoso diplomático portugués que salvó la vida de decenas de miles de personas del holocausto nazi; Aristides de Sousa Mendes

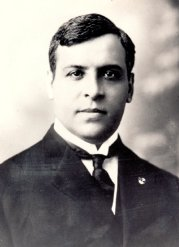
Aristides de Sousa Mendes

  - César de Sousa Mendes, hermano gemelo de Aristides de Sousa Mendes, y fue Ministro de Asuntos Exteriores en los años treinta;
  - Elisa da Ascensão Ramos e Silva, antigua maestra de primaria, cede su herencia para hacer realidad uno de los sueños de su vida: crear un centro social para cuidar a personas mayores en una residencia.
  - José Pereira Dias, antiguo empresario, fue uno de los socios de la antigua Armazéns Conde Barão (Lisboa) y uno de los fundadores de la  Associação de Cabanas de Viriato em Lisboa;
  - Júlio de Barros Mendes (1946 - 2005), antiguo presidente de la Junta de Freguesia de Cabanas de Viriato;
  - Luís António de Soveral Tavares (1800 – 1883);
  - Ricardo Campos, empresario, antiguo presidente de la junta de freguesia e actual presidente do Fórum da Energia e do Clima (foro de Energía y Clima) de la Comunidade dos Países da Língua Portuguesa (CPLP);

- Laceiras:
  - Carlos Morgado, antiguo propietario del restaurante "Morgado" y fue músico en la banda "Morgado & Amigos".

## Equipamientos
- Cabanas de Viriato:

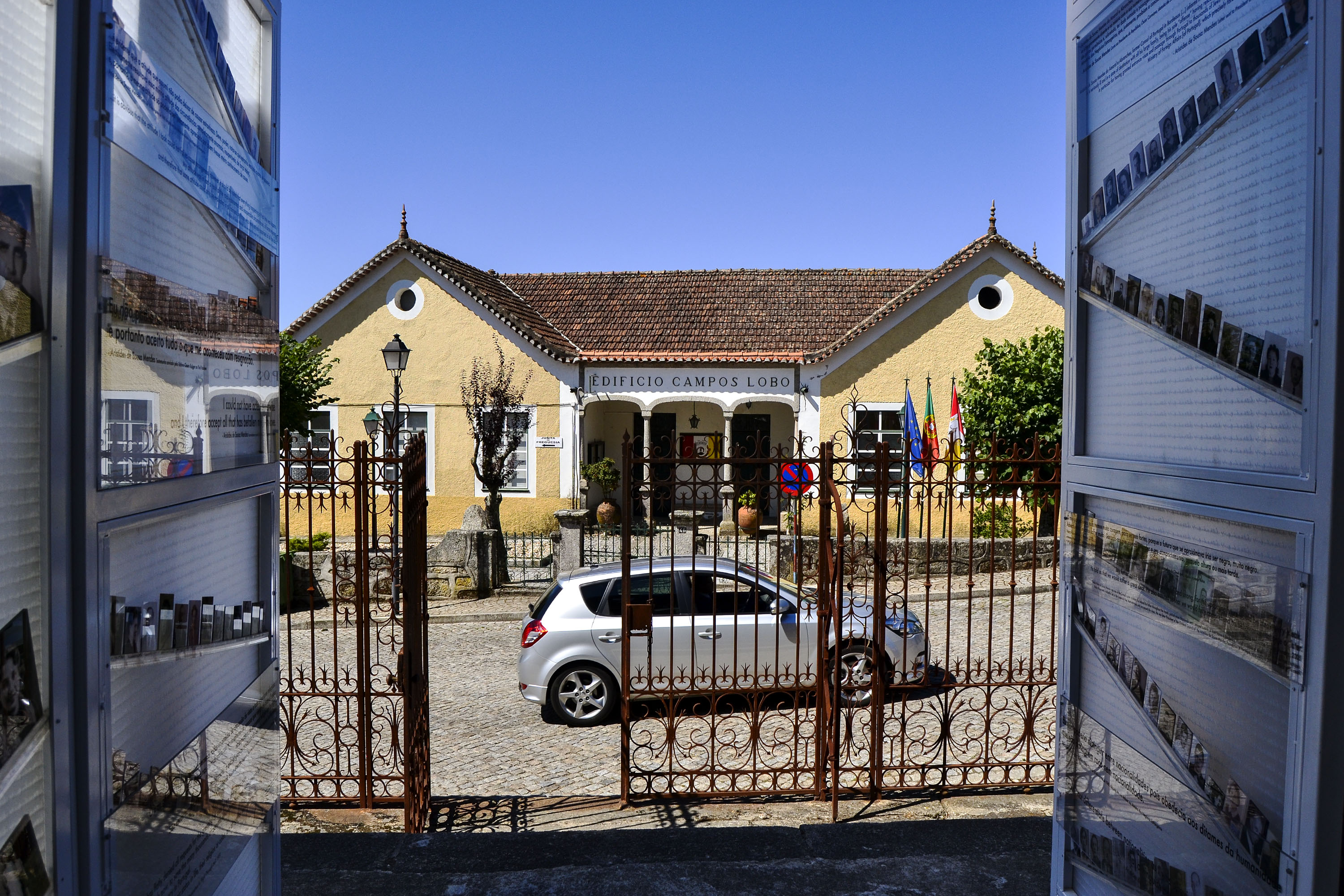
Edifício Campos Lobo y la exposición temporal "WTF - Casa do Passal"

  - Equipamientos vinculados al Estado central:
    - Institución educativa:
      - Jardim de Infância Angelina de Sousa Mendes, centro preescolar para niños de 03 a 06 años;
      - Escola Básica Integrada Aristides de Sousa Mendes, escuela desde el primer año hasta nono año e antigua sede del extinto Agrupamento de Escolas Aristides de Sousa Mendes;

    - Sanidad:
      - Extensão de Saúde de Cabanas de Viriato;

- Equipamientos vinculados a la administración local:
  - Edifício Campos Lobo, antigua escuela masculina de Cabanas de Viriato e es la actual sede de junta de freguesia e la assembleia de freguesia;
  - Polidesportivo, zona deportiva con campo de fútbol sala, donde se disputa el torneo "Cabanas CUP" y se encuentra cerca del actual cuartel bomberos de Associação Humanitária dos Bombeiros Voluntários de Cabanas de Viriato;

- Equipamientos vinculados a asociaciones locales
  - Associação Humanitária dos Bombeiros Voluntários de Cabanas de Viriato:
    - Teatro de Cabanas, fue fundado en 1884;
    - Quartel, entró en funcionamiento el 18 de septiembre de 2011;
    - Antigo quartel, desactivado el 18 de septiembre de 2011 e se sigue utilizando el día del baile de Carnaval en el Teatro de Cabanas;

- - Centro Social Elisa Barros Silva:
    - Creche "Jardim dos Pequeninos", guardería para niños de hasta 3 años de edad;
    - Unidade Residencial Aristides de Sousa Mendes;
    - Lar do Centro Social Elisa Barros Silva;

- - Sociedade Filarmónica de Cabanas de Viriato:
    - "Lagarto", sala de conciertos;

- - Sport Cabanas de Viriato e Benfica:
    - Campo do Outeiro do Seixo, estadio de fútbol;

- Outros equipamentos:
  - Antigua escuela primaria de Laceiras, pertenecía al extinto Agrupamento de Escolas Aristides de Sousa Mendes, se utiliza en las fiestas en honor de la Senhora dos Milagres e en algunas reuniones del Assembleia de Freguesia de Cabanas de Viriato;

## Eventos
- Eventos deportivos:
  - Cabanas de Viriato:
    - Cabanas CUP, organizado por Sport Cabanas de Viriato e Benfica y parte de las festividades anuales de Cabanas de Viriato;
    - Partidos de fútbol le "Campeonato da 1ª divisão da Associação de Futebol de Viseu" celebrado en el estadio do Sport Cabanas de Viriato e Benfica.

- Eventos culturales:
  - Cabanas de Viriato:
    - Carnaval Dança dos Cus, también fue conocido por Carnaval Dança Grande, organizado por Associação do Carnaval de Cabanas de Viriato y uno de los carnavales más genuinos de Portugal;
    - Carnaval de Verão (Domingo del segundo fin de semana de agosto), organizado por Associação do Carnaval de Cabanas de Viriato e  Associação Festas da Vila de Cabanas de Viriato;

- Eventos gastronómicos:
  - Cabanas de Viriato:

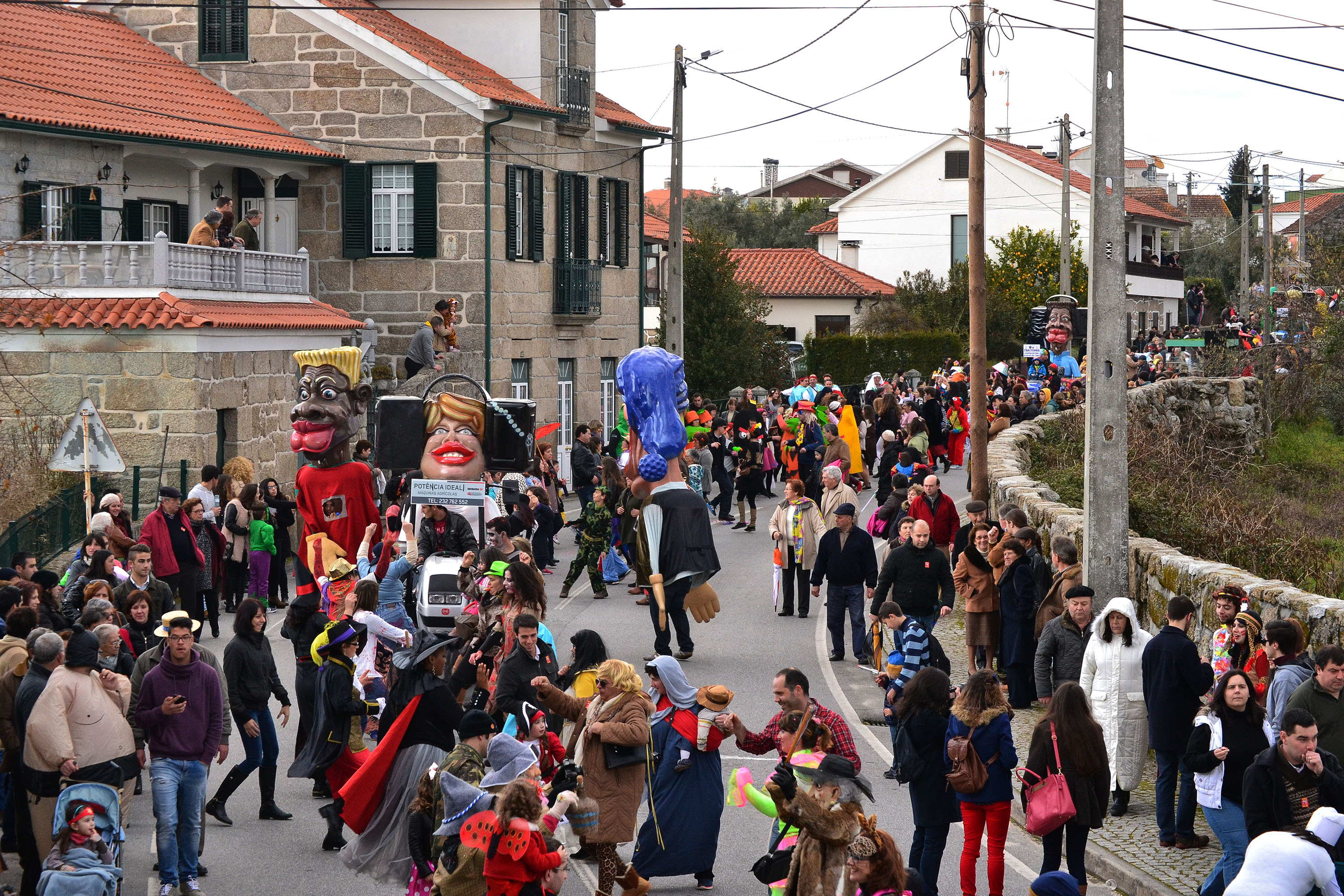
Carnaval Dança dos Cus en Cabanas de Viriato"

    - Mega Cabidela, organizado por Associação Humanitária dos Bombeiros Voluntários de Cabanas de Viriato;
    - Festival da Sopa e do Pão, organizado por Agrupamento de Escolas de Carregal do Sal en el recinto escolar la Escola integrada de Aristides de Sousa Mendes;

- Eventos musicales:
  - Cabanas de Viriato:
    - Baile de Carnaval en Teatro de Cabanas (Lunes de carnaval), es organizado por  Associação Humanitária dos Bombeiros Voluntários de Cabanas de Viriato e uno de los momentos culminantes de las fiestas del Carnaval Dança dos Cus.
    - Baile de Carnaval en "Lagarto" (Domingo de Carnaval), es organizado por  organizado pela Sociedade Filarmónica de Cabanas de Viriato e insertado de las fiestas del Carnaval Dança dos Cus. ;
    - Encontro de Cordas, es organizado por  organizado pela Sociedade Filarmónica de Cabanas de Viriato e con actuaciones de varios grupos invitados de instrumentos de cuerda;
    - Encontro de Bandas, es organizado por Sociedade Filarmónica de Cabanas de Viriato e con actuaciones de varias bandas filarmónicas;
    - Visita de Reis (Domingo del primer fin de semana de enero), es organizado por Sociedade Filarmónica de Cabanas de Viriato;

- Eventos religiosos:
  - Cabanas de Viriato:
    - Fiesta en honor de San Cristóbal (Finales de julio);

  - Laceiras:
    - Señora de los Milagros (15 de agosto);
    - Fiesta en honor de Santiago Apóstol;

- Outros eventos:
  - Cabanas de Viriato:
    - Carnavalândia (último fin de semana de mayo o primer fin de semana de junio), es organizado por Associação do Carnaval de Cabanas de Viriato y está dedicado al Día Internacional de la Infancia;
    - Cortejo das oferendas,  es organizado por Associação Humanitária dos Bombeiros Voluntários de Cabanas de Viriato recaudando fondos a partir de donaciones de las distintas poblaciones de su zona de actuación;
    - Festas da Vila (Segundo fim de semana de agosto), es organizado por Associação Festas da Vila de Cabanas de Viriato;
    - Pai Natal sobre Rodas (Papá Noel sobre ruedas), es organizado por Associação Humanitária dos Bombeiros Voluntários de Cabanas de Viriato;

  - Laceiras:
    - Passeio motorizadas, viaje en moto de baja cilindrada organizado por la Associação Recreativa Cultural e Desportiva das Laceiras y parte de la fiesta en honor de Señora de los Milagros;

## Política
- Junta de Freguesia de Cabanas de Viriato:
  - 2021 a 2025:
    - Presidente de la Junta de Freguesia, Nuno Seabra;
    - Secretaria, Ana Rita Fidalgo;
    - Tesorero, José António Marques;
- Assembleia de Freguesia de Cabanas de Viriato:
  - 2021 a 2025:
    - Mesa da assembleia:
      - Presidente de la mesa da Assembleia de Freguesia, Fernando Pereira;
      - Primera secretaria, Stefanie Tomás;
      - Segunda secretaria, Bárbara Costa;

    - Miembros de la Assembleia:
      - Célia Costa;
      - António Tavares;
      - Gustavo Costa;
      - Mário Campos;
      - José Figueiredo;
      - Rosa Ribeiro;

## Medios de comunicación locales
- Cabanas de Viriato:
  - Cabanas de Viriato, periódico mensual de la Fábrica Parroquial de Cabanas de Viriato que publicitaba las diversas novedades de la localidad, tenía una tirada media mensual de 900 ejemplares y dejó de publicarse a finales de la décima década del siglo XXI.
  - O Viriato, periódico de la jornal Junta de Freguesia de Cabanas de Viriato en los años sesenta y setenta del siglo XX..

## Obras y publicaciones
- Libros:
  - SILVA, Artur Jorge Saraiva Pereira da Silva "75º aniversário dos Bombeiros Voluntários de Cabanas de Viriato". Tipografia Lousanense, Setembro de 2010. Consultado el 18 de septiembre de 2023.

- - DO SAL, Câmara Municipal Carregal Os Edifícios Religiosos do Município de Carregal do Sal Guia Turístico - Cultural "'. Morgráfica, Gráfica de Mortágua, 2015. Consultado el 18 de septiembre de 2023.

- Flyers:
  - Associação de Cabanas de Viriato "Publicação dedicada ao 1º Centenário da Sociedade Filarmónica de Cabanas de Viriato". Oficinas de São José - Lisboa, Janeiro de 1973. Consultado el 18 de septiembre de 2023.

- Periódicos:
  - O Viriato, Junho de 1972, nº16, ano IV e dedicado ao 1º Centenário da Sociedade Filarmónica de Cabanas de Viriato. Consultado el 18 de septiembre de 2023.